# ابراهیم کیهانی
ابراهیم کیهانی(زاده ۱۳۲۵ – درگذشته ۲۸ شهریور ۱۴۰۲) کارگردان، آهنگساز، صدابردار، تدوینگر و متصدی امور میکس بود.

## زندگی‌نامه
ابراهیم کیهانی در سال ۱۳۲۵ متولد شد. در سال ۱۳۴۰ فعالیتش را در زمینه کارهای فنی فیلم آغاز کرد و از سال ۱۳۵۸ تاکنون در صدا و سیما به عنوان تهیه‌کننده برنامه‌های تلویزیونی جهاد سازندگی، روایت فتح، تا پایان جنگ فعال بوده و از سال ۶۹ در برنامه ایثارگران مشغول به کار است. تدوین و تهیه‌کنندگی و کارگردانی مجموعه‌های تلویزیونی «روزهای آتش»، «قطعه‌ای از بهشت»، «بهترین سالهای زندگی»، «آبی به رنگ گلدسته‌ها»، «آری اینچنین بود برادر»، «میعاد با ابراهیم در گلستانه» از جمله آثار مهم اوست. همچنین از دیگر فعالیت‌های او می‌توان به فعالیت در امور فنی فیلم در سینما از سال ۴۰ در حوزه‌های صدابرداری، لابراتوار، تدوین، میکساژ، فیلمبرداری و ساخت آنونس اشاره کرد.

## فیلمشناسی

### تدوین
1. دوازده صندلی (۱۳۹۰)
2. روز باران (۱۳۸۵)
3. کویر مرگ (۱۳۸۰)
4. رقص شیطان (۱۳۷۹)
5. شهر در دست بچه‌ها (۱۳۷۰)
6. خدا قوت (۱۳۵۶)
7. عروس و مادر شوهر (۱۳۵۲)
8. نواب (۱۳۵۱)

### آهنگساز
1. حلقه‌های ازدواج (۱۳۵۶)
2. دو کبوتر (۱۳۵۲)
3. قربون زن ایرونی (۱۳۵۲)
4. گریز از مرگ (۱۳۵۲)
5. هلوی پوست کنده (۱۳۵۲)

### تنظیم موسیقی
1. جعفر جنی و محبوبه‌اش (۱۳۵۲)

### انتخاب موزیک
1. حسین آژدان (۱۳۵۳)

### صدابردار
1. جعفر جنی و محبوبه‌اش (۱۳۵۲)
2. جنوبی (۱۳۵۲)
3. معشوقه (۱۳۵۲)
4. احمد چوپان (۱۳۵۱)
5. جدال در کویر (۱۳۵۱)
6. رضا هفت خط (۱۳۵۱)
7. ساعت فاجعه (۱۳۵۱)

### افکت
1. خان نایب (۱۳۵۶)
2. دو کبوتر (۱۳۵۲)

### امور فنی صدا
1. دو کبوتر (۱۳۵۲)
2. زنجیری (۱۳۵۲)
3. طاهر (۱۳۵۲)
4. غریب (۱۳۵۲)
5. محبوب بچه‌ها (۱۳۵۲)
6. مغربی (۱۳۵۲)

### صداگذاری و میکس
1. علی سورچی (۱۳۵۱)

### میکس
1. سرخپوست‌ها (۱۳۵۷)
2. حلقه‌های ازدواج (۱۳۵۶)
3. خدا قوت (۱۳۵۶)
4. حسین آژدان (۱۳۵۳)
5. جنوبی (۱۳۵۲)
6. زنجیری (۱۳۵۲)
7. طاهر (۱۳۵۲)
8. عروس و مادر شوهر (۱۳۵۲)
9. غریب (۱۳۵۲)
10. قربون زن ایرونی (۱۳۵۲)
11. محبوب بچه‌ها (۱۳۵۲)
12. مصطفی لره (۱۳۵۲)
13. مغربی (۱۳۵۲)
14. هلوی پوست کنده (۱۳۵۲)
15. ساعت فاجعه (۱۳۵۱)
16. نواب (۱۳۵۱)